# La Chapelle-devant-Bruyères
La Chapelle-devant-Bruyères és un municipi francès, situat al departament dels Vosges i a la regió del Gran Est. L'any 2007 tenia 622 habitants.

## Demografia

### Població
El 2007 la població de fet de La Chapelle-devant-Bruyères era de 622 persones. Hi havia 238 famílies, de les quals 48 eren unipersonals (24 homes vivint sols i 24 dones vivint soles), 85 parelles sense fills, 85 parelles amb fills i 20 famílies monoparentals amb fills.
La població ha evolucionat segons el següent gràfic:
Habitants censats

### Habitatges
El 2007 hi havia 331 habitatges, 241 eren l'habitatge principal de la família, 75 eren segones residències i 16 estaven desocupats. 317 eren cases i 12 eren apartaments. Dels 241 habitatges principals, 195 estaven ocupats pels seus propietaris, 39 estaven llogats i ocupats pels llogaters i 7 estaven cedits a títol gratuït; 1 tenia dues cambres, 21 en tenien tres, 59 en tenien quatre i 160 en tenien cinc o més. 145 habitatges disposaven pel capbaix d'una plaça de pàrquing. A 103 habitatges hi havia un automòbil i a 108 n'hi havia dos o més.

### Piràmide de població
La piràmide de població per edats i sexe el 2009 era:
| Homes | Edats   | Dones |
| ----- | ------- | ----- |
| 0     | 95 o +  | 0     |
| 0     | 90 a 94 | 4     |
| 4     | 85 a 89 | 0     |
| 0     | 80 a 84 | 4     |
| 12    | 75 a 79 | 4     |
| 12    | 70 a 74 | 24    |
| 8     | 65 a 69 | 12    |
| 20    | 60 a 64 | 28    |
| 8     | 55 a 59 | 8     |
| 20    | 50 a 54 | 12    |
| 24    | 45 a 49 | 28    |
| 20    | 40 a 44 | 24    |
| 28    | 35 a 39 | 32    |
| 12    | 30 a 34 | 20    |
| 12    | 25 a 29 | 16    |
| 8     | 20 a 24 | 4     |
| 40    | 15 a 19 | 20    |
| 28    | 10 a 14 | 24    |
| 20    | 5 a 9   | 28    |
| 16    | 0 a 4   | 8     |

## Economia
El 2007 la població en edat de treballar era de 396 persones, 283 eren actives i 113 eren inactives. De les 283 persones actives 246 estaven ocupades (146 homes i 100 dones) i 36 estaven aturades (14 homes i 22 dones). De les 113 persones inactives 37 estaven jubilades, 34 estaven estudiant i 42 estaven classificades com a «altres inactius».

### Ingressos
El 2009 a La Chapelle-devant-Bruyères hi havia 243 unitats fiscals que integraven 620 persones, la mediana anual d'ingressos fiscals per persona era de 14.206 €.

### Activitats econòmiques
Dels 15 establiments que hi havia el 2007, 1 era d'una empresa extractiva, 1 d'una empresa de fabricació de material elèctric, 2 d'empreses de construcció, 3 d'empreses de comerç i reparació d'automòbils, 1 d'una empresa de transport, 1 d'una empresa d'hostatgeria i restauració, 3 d'empreses de serveis, 1 d'una entitat de l'administració pública i 2 d'empreses classificades com a «altres activitats de serveis».
Dels 3 establiments de servei als particulars que hi havia el 2009, 1 era una oficina de correu i 2 fusteries.
L'únic establiment comercial que hi havia el 2009 era una peixateria.
L'any 2000 a La Chapelle-devant-Bruyères hi havia 16 explotacions agrícoles que ocupaven un total de 630 hectàrees.

## Equipaments sanitaris i escolars
El 2009 hi havia 2 escoles elementals integrades dins de grups escolars amb les comunes properes formant escoles disperses.

## Poblacions més properes
El següent diagrama mostra les poblacions més properes.